# Manuel Rui
Ne doit pas être confondu avec Manuel Ruiz.
Pour les articles homonymes, voir Rui, Alves (homonymie) et Monteiro (homonymie).
Manuel Rui Alves Monteiro, né à Huambo le 4 novembre 1941, plus connu sous le nom de Manuel Rui, est un écrivain angolais de langue portugaise.

## Biographie
Manuel Rui fréquente l'Université de Coimbra, au Portugal, et obtient une licence de droit en 1969. Il pratique le droit à Coimbra et Viseu pendant la guerre d'indépendance en Angola. À Coimbra, il devient membre de la rédaction de la revue Vértice (pt), de la direction de Centelha Editora, dans lequel il publie A Onda, en 1973. Il devient également un collaborateur du Centre des études littéraires de l'Associação Académica.
Après la révolution des œillets, il retourne en Angola et devient Ministre de l'information du Mouvement populaire de libération de l'Angola (MPLA) dans le gouvernement de transition établi par l'Acordo do Alvor. Il devient également le premier représentant de l'Angola de l'Organisation de l'unité africaine et aux Nations unies. 
Manuel Rui devient membre fondateur de l'Union des artistes et compositeurs angolais, de l'Union des écrivains angolais (pt) et de la Société des auteurs angolais. Il est l'auteur des paroles de Angola Avante, l'hymne national angolais, et d'autres hymnes comme l' Hino da Alfabetização et l' Hino da Agricultura, et la version angolaise de L'Internationale. Au plan académique, Manuel Rui fut le directeur de la Faculté des lettres de Lubango et de l'Institut supérieur des sciences de l'éducation.

## Œuvres en français
- Le Porc épique, traduction de Quem me dera ser Onda, Lisboa, Edições Cotovia, 1982, par Michel Laban, Éditions Dapper, 1999